# Georg Michael Telemann
Georg Michael Telemann, född den 20 april 1748 i Plön, död den 4 mars 1831 i Riga, var en tysk kompositör. Han var sonson till Georg Philipp Telemann.
Georg Michael Telemanns far dog ung, och farfadern tog sig an pojken och gav honom grundlig musikutbildning. Han komponerade främst sakralmusik, och var även teolog. Han var verksam i Tyskland och Ryssland.